# Equipe 84
L'Equipe 84 è stato un complesso musicale italiano fondato a Modena e attivo dal 1964 al 1979 e dal 1984 al 2012.

## Storia

### Le origini
Il quartetto è il risultato dell'unione di due formazioni modenesi: i "Giovani Leoni" e "Paolo & i Gatti". Prima del 1957 Victor Sogliani e Pier Farri avevano suonato in un complesso denominato "Hurricanes"; dopo alcuni cambiamenti di formazione esso mutò il nome in "Le Tigri", ensemble composto da Maurizio Vandelli (voce, chitarra), Victor Sogliani (basso), la sorella di Victor alla chitarra e Pierluigi "Pier" Farri (batteria).
Nel 1960 al posto della sorella di Victor entrò nella formazione il chitarrista Franco Ceccarelli e nello stesso anno pure Sogliani abbandonò il nucleo per passare ai "Marinos" (che in quell'occasione cambiarono il nome prima in "Gatti" e poi in "Paolo & i Gatti"), dove suonavano Alfio Cantarella alla batteria, Franco Fini Storchi e Francesco Guccini alle chitarre, Marino Salardini al pianoforte e Paolo Guarnera (proveniente dai "Golden Rock Boys" guidati da un giovanissimo Andrea Mingardi) alla voce e al sax; questo sestetto era sicuramente più avviato dell'ensemble "Le Tigri", in quanto effettuava già molte serate nel nord Italia (mentre l'altro complesso, essendo costituito da studenti delle medie superiori, non poteva ancora dedicarsi alla musica a pieno regime). Il posto di Sogliani nell'ensemble Le Tigri (che cambiarono ancora una volta il nome in "Giovani Leoni") fu rilevato da Luigi Simonini, mentre al posto di Farri (che preferì dedicarsi all'organizzazione degli spettacoli della band dell'amico Sogliani) entrò il batterista Claudio Dotti.
Paolo & i Gatti fecero circa 73 concerti fino al novembre 1962, ma in questo periodo si ebbe una crisi interna al gruppo, dovuta alla partenza di Guccini e Fini Storchi per assolvere il servizio militare. Al loro posto perciò entrarono Vandelli e Ceccarelli. Con contratti già acquisiti in precedenza, suonarono a Cortina d'Ampezzo tutto l'inverno come orchestra di apertura e chiusura serata, dove si esibivano Peppino di Capri e don Marino Barreto Junior.
Maurizio Vandelli, che era interessato alla musica in maniera più forte rispetto agli altri membri del suo complesso, entrò in Paolo & i Gatti, ma Ceccarelli non era d'accordo, e tramite un suo amico studente di legge, Corrado Bacchelli (in seguito produttore di Alan Sorrenti e fondatore della casa discografica CBO), minacciò di denunciare Vandelli per danni; a questo punto, in accordo con gli altri, si decise di proporre anche a Ceccarelli l'ingresso nella band.
Quando, dopo le serate estive, nell'autunno del 1964 anche Guarnera decise di lasciare la formazione, i quattro reduci cambiarono il nome al sodalizio artistico: nacque così l'Equipe 84.

### Il debutto discografico
Pare che il nome fosse stato suggerito da Pier Farri e sia dovuto al desiderio di ottenere una risonanza internazionale, dunque "Équipe"; sul numero 84 invece si disse, sui giornali dell'epoca (da "Big" a "Ciao amici"), che era la somma delle età dei componenti del complesso (ma Ceccarelli nella biografia della band Io ho in mente te sostiene che nacque dall'idea di essere chiamati a pubblicizzare il noto brandy "Stock 84").
Dopo una serie di prove e di serate, il quartetto riuscì a conquistare la sala d'incisione: il debutto avvenne per una casa discografica di Modena, ed il primo 45 giri inciso, Canarino va, era l'inno della squadra del Modena allora in Serie A, mentre sul retro trovò posto Liberi d'amare. Anche se distribuito non in maniera eccelsa, questo disco attirò l'attenzione di Armando Sciascia, che stava cercando un complesso per la sua casa discografica, la Vedette, e fu così che l'Equipe 84 finalmente firmò un vero contratto discografico.
Proprio in quel periodo, però, Sogliani fu chiamato per assolvere il servizio militare; si decise allora di farlo sostituire per i primi due dischi 45 giri dal modenese Romano Morandi, che suonò in Papà e mammà (sul retro Quel che ti ho dato, cover di Tell me dei The Rolling Stones) pubblicato nel 1964 e in Ora puoi tornare (cover di Go now dei Moody Blues), licenziato nel 1965.

### Il successo

L'Equipe 84 nel 1967, nel video di 29 settembre contenuto nel film I ragazzi di Bandiera Gialla

Nel 1965 i dischi 45 giri si succedono con un discreto successo (addirittura 5 in un anno) al punto che la Vedette decide di pubblicare un album che viene licenziato nel medesimo anno e che contiene tutte le cover oltre a qualche inedito.
In quegli anni si hanno le prime due importanti partecipazioni del quartetto alle gare canore dell'epoca: il complesso partecipa infatti al Festival di Napoli con Notte senza fine (1965), e successivamente, nel febbraio 1966, al Festival di Sanremo in coppia con i Renegades con il brano Un giorno tu mi cercherai. Il brano viene proposto in un disco 45 giri che sul lato B contiene una canzone scritta qualche anno prima dal loro amico Francesco Guccini, L'antisociale (cantata da Victor).
È proprio subito dopo la pubblicazione di questo disco che il complesso decide di rescindere il contratto con la Vedette (la questione finirà in tribunale) e di firmare con la Dischi Ricordi che, essendo una casa discografica più grande rispetto alla Vedette, permette ai musicisti di raggiungere un successo più vasto: infatti il primo disco 45 giri inciso per la nuova casa discografica, Io ho in mente te (cover di You were on my mind, scritta nel 1962 da Sylvia Fricker del duo folk statunitense Ian & Sylvia, i quali la incisero nel 1964 per pubblicarla l'anno seguente, ma che fu portata al successo sempre nel 1965 da un altro complesso statunitense, i We Five) vince il Cantagiro nel 1966. Sul retro del disco un'altra canzone molto celebre, Resta (cover di Stay, canzone del 1960 di Maurice Williams, incisa in seguito nel 1978 anche da Jackson Browne). In realtà le prime copie del disco contemplavano Resta come lato A, ma visto che Io ho in mente te era più richiesta dal pubblico, la Ricordi decise di ristamparlo con l'ordine invertito e una nuova copertina.
Altro successo dello stesso anno è Bang Bang (cover dell'omonima hit scritta da Sonny Bono e incisa e pubblicata da Cher nel 1966): Bang Bang (My Baby Shot Me Down)) che ha sul lato B un'altra canzone dell'amico Guccini, Auschwitz, in una versione con il testo leggermente modificato rispetto all'originale. 
Il singolo arriva in prima posizione per cinque settimane.
Tutte queste canzoni sono contenute nell'album Io ho in mente te, pubblicato nel luglio dello stesso anno.
Il 1967 si apre nel migliore dei modi, con il grande successo di una canzone scritta da Mogol e Lucio Battisti che raggiunge la prima posizione per tre settimane: 29 settembre, la storia di un tradimento, celebre anche per il parlato stile giornale radio (che tra l'altro spiega il titolo) sul lato B, e È dall'amore che nasce l'uomo firmata da Maurizio Vandelli, ma scritta in realtà da Francesco Guccini (non ancora iscritto alla SIAE), sul lato A; anche questo vinile verrà ripubblicato con l'ordine dei brani invertito poiché la canzone 29 Settembre ottenne più successo dell'originario Lato A.
Ancora di Mogol e Battisti l'altro successo dello stesso anno, Nel cuore nell'anima, incisa in una versione classicheggiante in cui la voce di Maurizio Vandelli è accompagnata dall'Orchestra del Teatro alla Scala di Milano.
Nel 1968 la casa discografica Dischi Ricordi pubblica il loro terzo album, intitolato Stereoequipe, che racchiude i 45 giri dell'ultimo anno e mezzo più 4 inediti. Esce anche il 45 giri Un angelo blu (cover di I Can't Let Maggie Go degli inglesi Honeybus) con sul lato B Nella terra dei sogni (a sua volta cover di Land of Make Believe degli australiani The Easybeats), entrambe del 1968.
Nel 1969 l'Equipe 84 partecipa al Cantagiro con un'altra canzone di successo: Tutta mia la città, cover questa, con testo italiano sempre di Mogol, del brano dell'anno precedente Blackberry Way del gruppo inglese The Move, che arriva prima in classifica per quattro settimane; il Lato B era Cominciava così, canzone originale, il cui tema era la fine di un amore. 
Successivamente il gruppo decide di non fare più concerti.

### Dall'Equipe 84 alla Nuova Equipe 84
Nel 1970 Alfio Cantarella viene trovato in possesso di 6 etti di hashish ed è arrestato; la RAI decide quindi di escludere il gruppo dai suoi programmi, ma c'è in ballo la sigla televisiva del programma "Il sapone, la pistola, la chitarra e altre meraviglie" (la canzone omonima scritta da Vito Pallavicini e Paolo Conte) e la Ricordi riesce ad ottenere un accordo, per cui Cantarella non apparirà più in televisione e il gruppo cambierà nome.
Così il disco viene inciso con Mike Shepstone de I Rokes alla batteria, e mentre nell'estate 1970 Franco Ceccarelli abbandona il gruppo (e tenta con Ricky Gianco di formare una nuova versione dell'Equipe 84, che durerà pochissimo e non inciderà dischi), Vandelli e Sogliani decidono di farsi aiutare in studio di registrazione per l'incisione del progettato LP ID dal tastierista dei Dik Dik Mario Totaro, dal cantante Donatello alla chitarra e dal batterista dei Quelli (diventati in quel periodo Krel) Franz Di Cioccio. 
Il disco è fortemente influenzato dal genere progressive, ma un po' per il boicottaggio operato dalla RAI, un po' per il mutamento di genere, passa inosservato (diventando una vera e propria rarità discografica).
Vandelli tenta di darsi alla carriera solista, pubblicando l'album L'altra faccia di Maurizio Vandelli; decide poi con Sogliani di proseguire con il gruppo come Nuova Equipe 84. Con Franz Di Cioccio alla batteria e Dario Baldan Bembo alle tastiere, al Festival di Sanremo 1971 la nuova formazione si classifica terza in coppia con Lucio Dalla cantando la canzone di Dalla 4 marzo 1943.
Subito dopo viene pubblicato l'album Casa mia, con la canzone omonima che partecipa ad Un disco per l'estate 1971 e riscuote un buon successo. A quel punto, però, Di Cioccio abbandona il gruppo per ritornare a suonare con i vecchi compagni nella Premiata Forneria Marconi, e nella formazione entra Ruggero Stefani, per un solo 45 giri uscito nel 1972.

### Il passaggio alla Ariston e il ritorno alla vecchia denominazione
Con il cambio di casa discografica ed il passaggio all'Ariston Records, torna Cantarella, e Baldan Bembo è sostituito da Thomas Gagliardone alle tastiere (Baldan Bembo vuole iniziare la carriera solista, ma scrive per il vecchio gruppo la musica di un nuovo successo, "Diario", su testo di Vandelli).
Per un breve periodo, collabora in studio anche il tastierista Luciano Stella. Nel 1973 il gruppo riprende il nome di Equipe 84. Alle percussioni negli album Dr. Jekyll e Mr. Hyde e Sacrificio collabora Paolo Siani (componente dei Nuova Idea), che entrerà poi nel gruppo come batterista dal 1976 al 1977.
Il complesso partecipa a Un disco per l'estate 1974 con Mercante senza fiori e Un disco per l'estate 1975 con Sogni senza fine.
Nel 1975, in occasione delle elezioni amministrative del 15 giugno di quell'anno, incisero il lato 1 di un 45 giri di propaganda per il P.S.I.. Il pezzo inizia con un breve comunicato politico parlato e finisce con una canzone la cui musica è tratta da "Clinica Fior di Loto" mentre il testo è ovviamente un invito a votare il partito committente. Sull'etichetta del disco oltre al logo del P.S.I. ci sono le scritte: "a cura della Sezione Stampa e Propaganda del P.S.I.", "Equipe 84", "15 GIUGNO 1975" e sotto "Anonimo", "per gentile concessione della Casa Discografica Ariston". Il lato 2 contiene un dialogo tra due cittadini riguardo al presente e la speranza del futuro. Uno dei due è Enrico Montesano, l'altro non è menzionato. Il titolo del pezzo è "Felice Allegria: io la penso così". 
La copertina del disco, su sfondo rosso, da una parte ha la foto dell'Equipe 84 con il nome del gruppo, la data "15 giugno 1975" e "Vota P.S.I." con il simbolo del partito. Sull'altro lato, oltre ai dati del partito, la foto di Enrico Montesano, il suo nome e la scritta "Felice Allegria: io la penso così".
Nella parte finale del vinile è incisa la data 8/4/1975.
Nel 1979 l'Equipe 84 partecipa, ma non suona, al concerto in memoria di Demetrio Stratos, morto il 13 giugno di quell'anno. Dopo l'estate 1979, Vandelli vorrebbe rimettere insieme la formazione storica, ma non riescono ad esibirsi mai. Il gruppo è di fatto fermo, anche se teoricamente ancora insieme.

### Lo scioglimento e la rifondazione dagli anni ottanta in poi
Nella primavera dello stesso anno Vandelli annuncia definitivamente lo scioglimento del gruppo. Cinque anni dopo, però, Sogliani (che dal 1977 era diventato anche editore radiofonico nel periodo delle radio "libere", ovvero private, fondando Emittente Base Commerciale a San Vittore Olona) e Ceccarelli riformano l'Equipe 84 con Cantarella per esibirsi al concerto in omaggio dell'amico Guccini del giugno 1984 a Bologna, dove presentano Auschwitz cantata da Sogliani; Cantarella però abbandona il gruppo per dedicarsi all'attività di manager musicale, seguendo tra l'altro i concerti dei due compagni che, con altri musicisti (Giuliano Ragazzi, Paolo Pigozzi e Massimo Bazza), incidono un nuovo LP nel 1989, intitolato Un amore vale l'altro.
Nel 1995 vi è una nuova frattura nel gruppo: Sogliani fonda l'Equipe Extra-D o Equipe Extra.
Il 7 ottobre dello stesso anno, però, Victor Sogliani muore per un aneurisma e Ceccarelli continua a portare avanti con altri componenti il nome dell'Equipe 84.
Dal 2005 con l'entrata di Tony Mione (Voce e Chitarre), Giuliano De Leonardis (Basso e cori), Massimo Di Rocco (Batteria) e Lorenzo Lanciotti (Tastiere e cori), Ceccarelli stabilizza la band trovando un'armonia eufonica fra sound e amicizia vera, grazie anche alla figura di Mione al quale vengono affidate le interpretazioni di diversi brani e a De Leonardis, al quale viene affidata la direzione musicale.
Vandelli invece, pur ritornando a fare dischi e serate dalla fine degli anni ottanta, non ha mai voluto partecipare alle ricostituzioni della band.
Un sito internet dedicato all'"Equipe 84" ha dato la notizia della scomparsa di Thomas Gagliardone negli Stati Uniti d'America.
Il 21 dicembre 2012 muore Franco Ceccarelli. Da questo momento i musicisti "compagni di viaggio" proseguiranno l'attività musicale con il titolo "Equipe 84 - la Storia", proprio su volere di Ceccarelli il quale teneva in modo particolare alla "diffusione autentica" della musica dell'Equipe 84 "anni sessanta".

## Formazione
- Maurizio Vandelli (dal 1962 al 1979): voce, chitarra, flauto, tastiere
- Victor Sogliani (dal 1962 al 1979 e dal 1984 al 1995): voce, basso
- Alfio Cantarella (dal 1962 al 1970 e dal 1973 al 1979 e nel 1984): batteria
- Franco Ceccarelli (dal 1962 al 1970 e dal 1984 al 2012): voce, chitarra
- Romano Morandi (dal 1964 al 1965): voce, basso
- Paolo Pigozzi (nel 1985): tastiere
- Massimo Bazza (dal 1985 al 1991) batteria
- Roberto Poltronieri (dal 1995 al 2005): basso, chitarra, voce
- Claudio Bonora (dal 1995 al 2004): batteria
- Mike Shepstone (nel 1970): batteria
- Franz Di Cioccio (dal 1970 al 1971): batteria
- Ruggero Stefani (nel 1972): batteria
- Paolo Siani (dal 1974 al 1976): batteria
- Dario Baldan Bembo (dal 1970 al 1972): tastiere
- Thomas Gagliardone (dal 1972 al 1978): tastiere
- Michele Avella (dal 2004 al 2009): batteria
- Tony Mione (dal 2005 al 2012): voce, chitarra
- Lorenzo Lanciotti (dal 2006 al 2012): tastiere, cori
- Giuliano De Leonardis (dal 2005 al 2012): basso, cori
- Massimo Di Rocco (dal 2004 al 2009): batteria
- Andrea Martella (dal 2009 al 2012): batteria

## Discografia

### Album in studio
- 1965 - Equipe 84 (Vedette, VPA 8051)
- 1966 - Io ho in mente te (Dischi Ricordi, MRL 6053)
- 1968 - Stereoequipe (Dischi Ricordi, SMRL 6060)
- 1970 - ID (Dischi Ricordi, SMRL 6072)
- 1971 - Casa mia (Dischi Ricordi, SMRL 6086; pubblicato come Nuova Equipe 84)
- 1973 - Dr. Jekyll e Mr. Hyde (Ariston Records, Ar 12107)
- 1974 - Sacrificio (Ariston Records, Ar 12134)
- 1989 - Un amore vale l'altro (Rose Rosse, ROSE 5031)

### Album live
- 1995 - In concerto

### Compilation
- 1975 - Raccolta di successi
- 1976 - Cominciamo a suonar le chitarre
- 1977 - Raccolta di successi n.2

### Singoli
- 1964 - Liberi d'amare/Canarino va (Caravel, BRC 4006)
- 1964 - Papà e mammà/Quel che ti ho dato (Vedette, VVN 33081)
- 1965 - Ora puoi tornare/Prima di cominciare (Vedette, VVN 33090)
- 1965 - Notte senza fine/Se credi a quello che... (Vedette, VVN 33097)
- 1965 - La fine del libro/Cominciamo a suonare le chitarre (Vedette, VVN 33101)
- 1965 - Sei già di un altro/La den da da (Vedette, VVN 33104)
- 1965 - Liberi d'amare/Non guardarmi così (Hobby, HB 32; sul lato B i Freddie's)
- 1966 - Un giorno tu mi cercherai/L'antisociale (Vedette, VVN 33105)
- 1966 - Mi fa bene/Goodbye my love (Vedette, VVN 33112)
- 1966 - Io ho in mente te/Resta (Dischi Ricordi, SRL 10-418)
- 1966 - Bang bang/Auschwitz (Dischi Ricordi, SRL 10-438)
- 1967 - 29 settembre/È dall'amore che nasce l'uomo (Dischi Ricordi, SRL 10-452)
- 1967 - Nel cuore nell'anima/Ladro (Dischi Ricordi, SRL 10.475)
- 1968 - Un anno/Nel ristorante di Alice (Dischi Ricordi, SRL 10.500)
- 1968 - Un angelo blu/Nella terra dei sogni (Dischi Ricordi, SRL 10.510)
- 1969 - Tutta mia la città/Cominciava così (Dischi Ricordi, SRL 10.534)
- 1969 - Pomeriggio: ore 6/E poi... (Dischi Ricordi, SRL 10.555)
- 1970 - Il sapone, la pistola, la chitarra e altre meraviglie/Devo andare (Dischi Ricordi, SRL 10.586)
- 1971 - 4 marzo 1943/Padre e figlio (Dischi Ricordi, SRL 10.620; pubblicato come Nuova Equipe 84)
- 1971 - Casa mia/Buffa (Dischi Ricordi, SRL 10.635; pubblicato come Nuova Equipe 84)
- 1971 - Una giornata al mare/Quel giorno (Dischi Ricordi, SRL 10.655; pubblicato come Nuova Equipe 84)
- 1972 - Pullman/Non si può (Dischi Ricordi, SRL 10.677; pubblicato come Nuova Equipe 84)
- 1973 - Diario/Senza senso (Ariston Records, AR 0591)
- 1973 - Clinica Fior di Loto S.p.a./Meglio (Ariston Records, AR 0616)
- 1974 - Mercante senza fiori/Sigaretta e via (Ariston Records, AR 0628)
- 1974 - Ageing World of Wisdom.[Mercante senza Fiori]/Feeling better now.[Meglio] (Ariston/Chantecler, 4-08-101-002) BRASILE {Invendibile - Solamente per fini di Divulgazione}
- 1974 - Risvegliarsi un mattino/Se c'è (Ariston Records, AR 0643)
- 1975 - Sogni senza fine/Meditazione (Ariston Records, AR 0682)
- 1975 - Vai, amore vai/Signor playboy (Ariston Records, AR 0719)
- 1977 - Opera d'amore/Anguilla rock (Ariston Records, AR 0785)
- 1989 - La lunga linea retta/Rosa (Rose Rosse, ROSE 4041)

## Filmografia
- I ragazzi di Bandiera Gialla (1967)